# プレステージカントリークラブ
プレステージカントリークラブ（PRESTIGE COUNTRY CLUB）は、栃木県栃木市梓町にあるメンバーシップ制のゴルフ場。 

## 概要
プレステージカントリークラブは、1988年（昭和63年）7月31日、旧STT開発の法人会員制として開場され、その後、 2011年（平成23年）、「パシフィックゴルフマネージメント株式会社」が所有、「PGMホールディングス株式会社」によって運営されている。ゴルフコースの設計はJ・マイケル・ポーレットが行った。コースは典型的な林間コースで、広くフラットなコースで、池が絡むホールが14ホール、91カ所のバンカーが戦略性を高めている。
J・マイケル・ポーレットは、1943年アメリカペンシルバニアに生まれ、アイオワ州立大学でゴルフコース設計を学んだ後、ロバート・トレント・ジョーンズ・シニアに学んだ。典型的なアメリカン・スタイルのコースを設計。

## 所在地
〒328-0131 栃木県栃木市梓町455-1

## コース情報
- 開場日 - 1988年7月31日
- 設計者 - J・マイケル・ポーレット
- コースタイプ - 林間コース
- 面積 - 1,910,000m2（約57.7万坪）
- コース - 14,311ヤード、36ホールズ、パー144、コースレート 東コース72.5、西コース73.2
- グリーン - ベント1グリーン（ペンクロス）
- フェアウェイ - コーライ、ゼブラカット
- ラフ - ノシバ
- プレースタイル - 乗用カート(5人乗り) 、キャディ・セルフ選択可
- 練習場 - 10打席、150ヤード
- 休場日 - 年中無休（指定休あり）[3][4][5]

## クラブハウス情報
- ハウス面積 - 9,824m2（2,971.7坪）
- ハウス設計 - 株式会社 久米設計
- ハウス施工 - 佐藤工業 株式会社

## ギャラリー
- ゴルフコース - コースガイド[4]
- クラブハウス - 施設情報[6]

## 交通アクセス
- 鉄道 - 両毛線（JR東日本）・東武日光線 - 栃木駅よりタクシー 約20分
- 道路 - 東北自動車道 - 栃木ICより 5km 約6分
- クラブバス - 無し[7]

## メジャー選手権
- 1991年（平成3年） - 第59回 日本プロゴルフ選手権大会[8]

## 関連文献
- 『経営コンサルタント』、経営政策研究所編、「プレステージカントリークラブ」、1998年9月、2020年6月27日閲覧
- 『ゴルフダイジェスト オンライン』、「プレステージカントリークラブ」、2000-2005年、2020年6月26日閲覧
- 『ゴルフ場ガイド 東版』2006-2007、「プレステージカントリークラブ（栃木県）」、ゴルフダイジェスト社、2006年5月、2020年6月26日閲覧